# Große Sunderner Höhle
Große Sunderner Höhle este o arie protejată (arie specială de conservare — SAC, sit de importanță comunitară — SCI) din Germania întinsă pe o suprafață de 4,19 ha, integral pe uscat.

## Localizare
Centrul sitului Große Sunderner Höhle este situat la coordonatele 51°18′48″N 8°00′49″E / 51.3133°N 8.0136°E.

## Înființare
Situl Große Sunderner Höhle a fost declarat sit de importanță comunitară în martie 2001 pentru a proteja un număr necunoscut de specii din flora spontană și fauna sălbatică aflate în arealul zonei. Situl a fost protejat și ca arie specială de conservare în martie 2019.

## Biodiversitate
Situată în ecoregiunea continentală, aria protejată conține 3 habitate naturale: Pante stâncoase calcaroase cu vegetație casmofită, Peșteri inaccesibile publicului, Păduri de fag Asperulo-Fagetum.
La baza desemnării sitului se află un număr nedeclarat de specii protejate.